# Macroclinium generalense
Macroclinium generalense là một loài thực vật có hoa trong họ Lan. Loài này được Pupulin mô tả khoa học đầu tiên năm 1996.